# Кирха Христа в Ратсхофе
Кирха Христа в Ратсхофе (нем. Christuskirche in Ratshof) — последнее культовое сооружение, возведенное немцами в Кёнигсберге. Находилась в районе Ратсхоф, месте проживания в основном рабочего класса и должна была, как писал «Baumeister», быть «без прикрас в своём внешнем оформлении, зато быть понятной нормальному человеку».

## История
Здание было спроектировано в 1932 году архитектором Куртом Фриком, строилось в 1936—1937 годах, была торжественно освящена 31 октября 1937 года. Художественные строительные детали для церкви разработал Хайнц Бар, а роспись помещений была выполнена Генрихом Тессином.
Вытянутое здание с очень высокой двухскатной крышей с наклоном в 48 градусов. Внешние стены были сделаны из обожжённого кирпича и выложены красно-коричневыми камнями. Отдельно от здания стояла колокольня. По южной стороне примыкает имевшийся ещё до начала строительства общинный дом. Церковное помещение был симметрично разделено на три нефа. Средний неф имеет ширину 10 м, а высоту — 12 м, боковые нефы имеют высоту 9 м. Средний неф вдаётся в конструкцию крыши, то есть произошёл отказ от обычно принятых окон.
Бросаются в глаза очень высокие и при этом исключительно стройные колонны, выложенные из серо-жёлтого клинкерного кирпича. Они поддерживают конструкцию крыши, на которой висят плоские деревянные потолки. Клинкер применялся также на других видных поверхностях стен. Стройное окно, высотой чуть ли не на всё помещение, которое возобладало во всём помещении, завершало ровную алтарную стену. Напротив, над входом лежала органная эмпора. В нефе церкви могло находиться 560 посетителей, на хорах ещё 70, ещё 80 стульев можно было установить на предалтарном пространстве.
Алтарь и кафедра были сделаны из дуба, а трубы органа — не только из металла, но и из дерева. Крестильный камень из баварского известняка, латунная кованая крышка к нему разработана в мастерской знаменитого кенигсбергского скульптора Станислауса Кауера.

Многое в этом неприкрашенном церковном сооружении, которое производило хоть какое-то впечатление только благодаря хорошим пропорциям и чистому исполнению, напоминает поначалу об идеях «деловитости» 20-х годов. Из-за прагматичного подхода в 20-е годы вполне могли бы себе вообразить и плоскую крышу над кубическим зданием. Однако теперь в начале 30-х годов вновь использовалась скатная крыша — явление времени, которое проявилось ещё до 1933 года (надо помнить, что проектирование началось до 1932 года). С другой стороны, многое напоминает о «сухом» конструировании 50-х годов, сопряжённом с надёжным профессиональным исполнением. Особенно это бросается в глаза при рассмотрении фотографий внутреннего пространства, опубликованных в «Строительном мастере» и в качестве перепечатки оттуда у Фрайманна.

Во время войны кирха получила серьёзные повреждения. Башня имела большие пробоины от попаданий артиллерийских снарядов. Крыша также была повреждена. Сразу после войны кирху перестроил находящийся неподалёку Вагоностроительный завод под Дом культуры вагоностроительного завода (позднее — клуб «Вагонка»), удлинив здание примерно на 2 метра на восток. Внутренние помещения также значительно перестроены.
В 2010 году здание было передано Русской православной церкви, при этом представитель РПЦ отметил, что здание будет использоваться как клуб ещё несколько лет. В 2012 году директор клуба заявил, что клуб "Вагонка" будет работать в здании бывшей кирхи ещё шесть-семь лет.

## Адрес
Вибештрассе (нем. Wiebestrasse), сейчас — ул. Радищева / ул. Станочная, 12